# Beuster
Beuster là một đô thị thuộc huyện Stendal, bang Sachsen-Anhalt, Đức. Đô thị Beuster có diện tích 27,05 km², dân số thời điểm ngày 31 tháng 12 năm 2006 là 510 người.